# Conchylodes gammaphora
Conchylodes gammaphora là một loài bướm đêm trong họ Crambidae.